# NGC 3688
NGC 3688 ist eine Spiralgalaxie vom Hubble-Typ Sb im Sternbild Becher am Südsternhimmel. Sie ist schätzungsweise 290 Millionen Lichtjahre von der Milchstraße entfernt und hat einen Durchmesser von etwa 100.000 Lichtjahren.

Im selben Himmelsareal befinden sich u. a. die Galaxien NGC 3672, NGC 3702, NGC 3703.
Das Objekt wurde im Jahr 1880 von Andrew Ainslie Common entdeckt.